# Plósxevo (província de Vladímir)
Plósxevo (rus: Площево) és una localitat rural (una vila) dins de l'assentament rural de Karinskoye, Alexandrovsky, Vladimir, Rússia. Té 26 habitants (2010) i 5 carrers.
Es troba a 31 quilòmetres d'Aleksàndrov (el centre administratiu del districte) per carretera. Jabrevo és la localitat rural més pròxima.